# Окулова-Теодорович, Глафира Ивановна
Глафира Ивановна Окулова-Теодорович (5 мая 1878, Шошино — 19 октября 1957, Москва) — российская революционерка и советский партийный деятель.

## Биография

### Начало революционной деятельности
Родилась в 1878 году в Шошино в семье золотопромышленника.
После окончания Красноярской гимназии училась на педагогических курсах в Москве. В 1896 году арестована за участие в студенческой демонстрации и сослана в Енисейскую губернию. В сибирской ссылке познакомилась и неоднократно встречалась с В. И. Лениным.
В 1899 году вступила в РСДРП. Имела партийный псевдоним «Солнышко». Вела революционную пропаганду среди киевских и черниговских рабочих.
В 1890—1902 годах член Иваново-Вознесенского комитета РСДРП. В качестве агента «Искры» работала в Самаре и Москве.
В 1902 году была арестована и выслана в Якутскую область.
В 1905—1908 годах вела партийную работу в Санкт-Петербурге. В 1911 году последовала за мужем на каторгу в Иркутскую губернию.

### Участие в революции и Гражданской войне
После Февральской революции член Енисейского губернского комитета РСДРП(б) и Средне-Сибирского областного бюро РСДРП(б).
В 1918 — член Президиума ВЦИК и заведующая Агитационным отделом ВЦИК.
В 1918—1920 годах начальник политотдела Восточного фронта, член РВС 1-й, 8-й и Запасной армий.

### После Гражданской войны
В 1921-26 — заведующая Московским губполитпросветом.
В 1926-29 — декан факультета политпросветработы Академии коммунистического воспитания.
В 1929—1930 годах заместитель заведующего Отделом агитации, пропаганды и печати ЦК ВКП(б).
Позже — ректор Высшей коммунистической сельскохозяйственной школы в Свердловске, а затем в Рязани.
С 1954 года персональный пенсионер.
Умерла в 1957 году. Похоронена в Москве на Новодевичьем кладбище.

## Семья
- Муж — Иван Адольфович Теодорович — революционер, советский государственный деятель, историк революционного движения, первый нарком по делам продовольствия[4].
  - Сын — Константин Иванович Теодорович (1907—1964) — художник и литератор.
- Брат — Окулов, Алексей Иванович — российский революционер, советский военный и партийный деятель, писатель.